# Control de la capa límite
| 1) Capa límite laminar | 4) Punto de separación |
| 2) Transición          | 5) Capa separada       |
| 3) Sustrato viscoso    | 6) Capa turbulenta     |

Comportamiento de la capa límite en la parte posterior de un perfil de ala:

El control de la capa límite se refiere a los métodos de control del comportamiento de flujo de fluidos.
Puede ser deseable reducir la separación del flujo en vehículos rápidos para reducir el tamaño de la estela (aerodinámica), lo que puede reducir la resistencia. La separación de la capa límite suele ser indeseable en los sistemas de alto coeficiente de sustentación de las aeronaves y en las tomas de los motores a reacción.
El flujo laminar produce menos fricción superficial que el turbulento, pero una capa límite turbulenta transfiere mejor el calor. Las capas límite turbulentas son más resistentes a la separación.
Puede ser necesario aumentar la energía de una capa límite para mantenerla adherida a su superficie. Se puede introducir aire fresco a través de ranuras o mezclarlo desde arriba. La capa de bajo impulso en la superficie puede aspirarse a través de una superficie perforada o purgarse cuando se encuentra en un conducto de alta presión. Se puede aspirar por completo mediante un desviador o un conducto de purga interno. Su energía puede aumentarse por encima de la de la corriente libre introduciendo aire a alta velocidad.

## Naturaleza
Frank E. Fish afirma que los delfines parecen tener una capa límite turbulenta para reducir la probabilidad de separación y minimizar la resistencia, y que los mecanismos para mantener una capa límite laminar para reducir la fricción de la piel no se han demostrado para los delfines.
Las alas de las aves tienen una característica en el borde de ataque llamada álula que retrasa la entrada en pérdida del ala a bajas velocidades de forma similar al listón del borde de ataque del ala de un avión.
Las alas de membrana delgada que se encuentran en los murciélagos y los insectos tienen características que parecen causar rugosidad favorable en los números de Reynolds involucrados, lo que permite a estas criaturas a volar mejor que de otro modo sería el caso.

## Deportes
Las pelotas pueden tener características que hacen más rugosa su superficie y amplían la distancia de golpeo o lanzamiento. La rugosidad hace que la capa límite se vuelva turbulenta y permanezca adherida más tiempo alrededor de la parte posterior antes de desprenderse con una estela más pequeña de lo que sería de otro modo. Las pelotas pueden golpearse de diferentes maneras para darles efecto, lo que hace que sigan una trayectoria curva. El giro hace que la separación de la capa límite se desvíe hacia un lado, lo que produce una fuerza lateral.
El control del BL (rugosidad) se aplicó a las pelotas de golf en el siglo XIX. Las costuras de las pelotas de cricket y de béisbol actúan como una estructura de control de la capa límite.

## En un cilindro
En el caso de un flujo libre que pasa por un cilindro, se pueden emplear tres métodos para controlar la separación de la capa límite que se produce debido al gradiente de presión adverso. La rotación del cilindro puede reducir o eliminar la capa límite que se forma en el lado que se mueve en la misma dirección que la corriente libre.  El lado que se mueve en dirección contraria al flujo también presenta sólo una separación parcial de la capa límite.  La succión aplicada a través de una hendidura en el cilindro cerca de un punto de separación también puede retrasar el inicio de la separación eliminando las partículas de fluido que se han frenado en la capa límite.  Alternativamente, se puede soplar fluido desde una rendija ventilada de forma que el fluido ralentizado se acelere y, por tanto, se retrase el punto de separación.

## Mantenimiento de una capa límite laminar en aeronaves

Sección del flap de un F-104. A,, indica las boquillas por las que sale el caudal de aire comprimido (en rojo en el dibujo) extraído del compresor del motor General Electric J79 y conducido al interior del ala por el conducto C,,

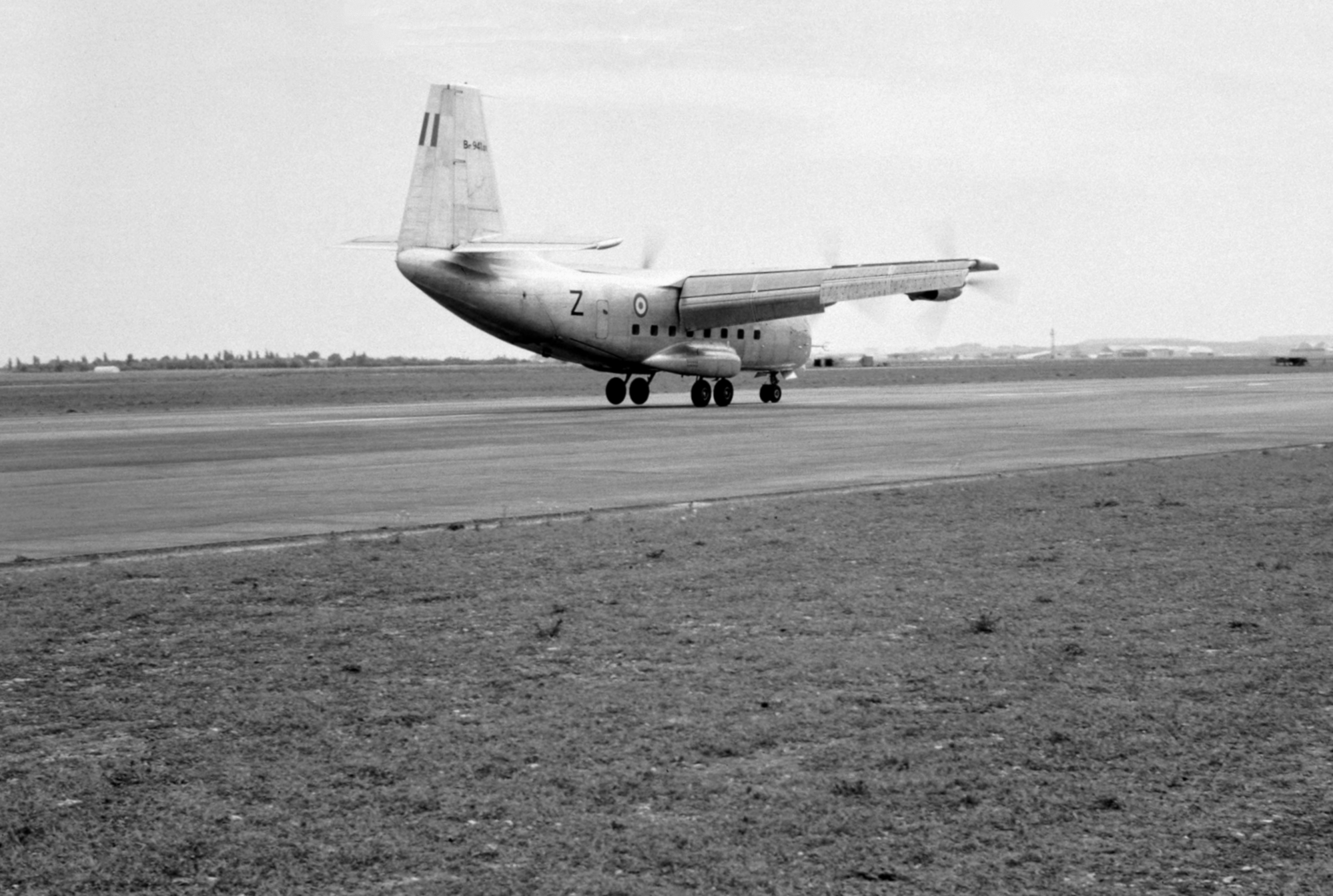
El Breguet Br 941 fue el primer avión en introducir el concepto de hipersustentación mediante el ala soplada

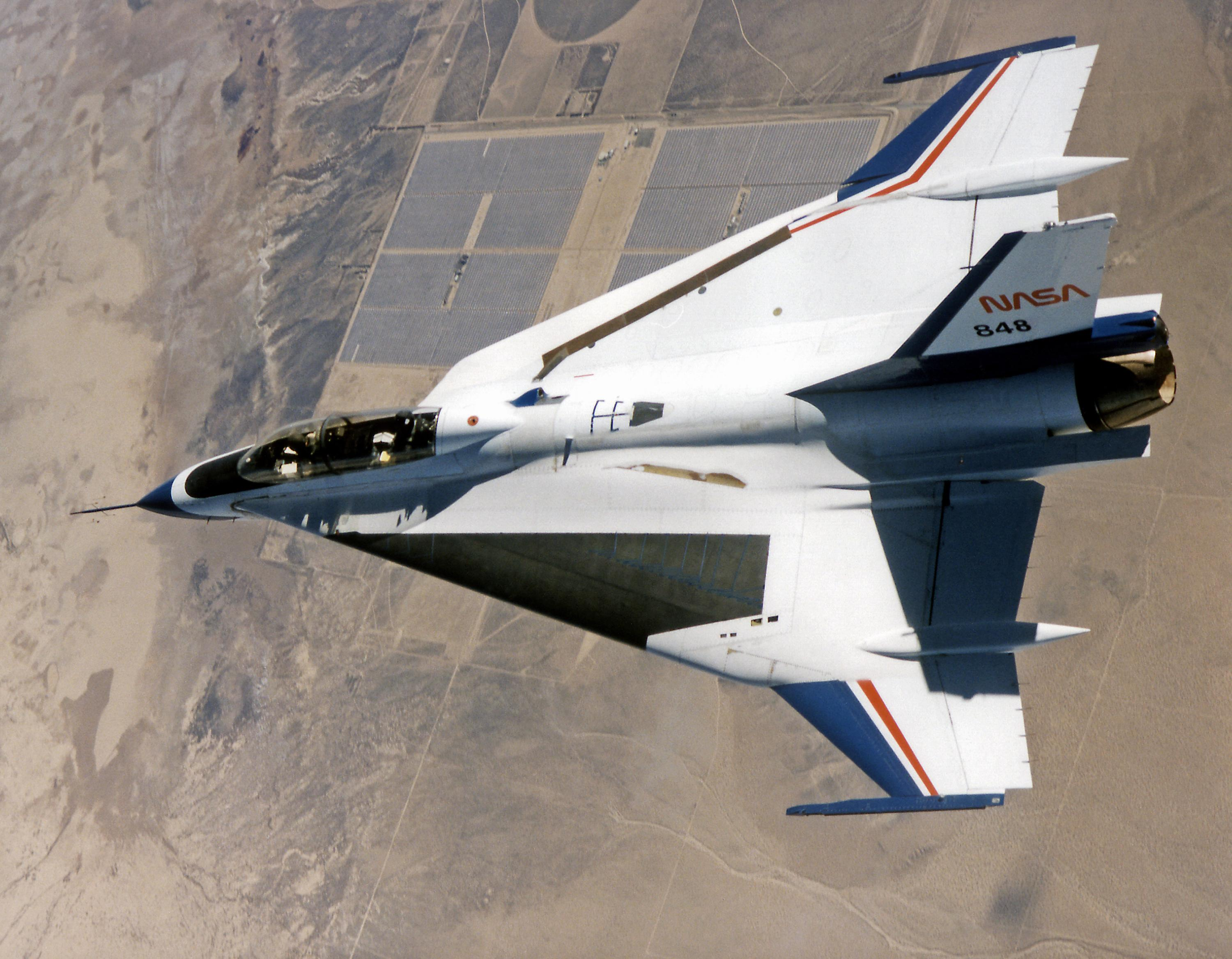
Esta avión F-16XL de la NASA lleva instalado un sistema de succión de la capa límite en el ala izquierda

Los perfiles aerodinámicos de flujo laminar se desarrollaron en la década de 1930 mediante la conformación para mantener un gradiente de presión favorable que impidiera que se volvieran turbulentos. Sus resultados de baja resistencia en el túnel de viento hicieron que se utilizaran en aviones como el P-51 y el B-24, pero el mantenimiento del flujo laminar requería niveles bajos de rugosidad y ondulación de la superficie que no se encontraban habitualmente en servicio. Krag afirma que las pruebas con el perfil aerodinámico del P-51 realizadas en el túnel de viento DVL de alta velocidad de Berlín demostraron que el efecto de flujo laminar desaparecía por completo a número de Reynoldss de vuelo reales. La implementación del flujo laminar en aplicaciones de alto número de Reynolds generalmente requiere superficies muy lisas y sin ondas, que pueden ser difíciles de producir y mantener.
 
El mantenimiento del flujo laminar mediante el control de la distribución de presiones en un perfil aerodinámico se denomina 
Flujo laminar natural (NLF) y lo han conseguido los diseñadores de planeadores con gran éxito.
En alas barridas un gradiente de presión favorable se desestabiliza debido al flujo cruzado y es necesaria la succión para controlar el flujo cruzado. Complementar el efecto de la conformación aerodinámica con succión de la capa límite se conoce como control de flujo laminar (LFC).
El método de control concreto necesario para el control laminar depende del número de Reynolds y del barrido del borde de ataque del ala. El control de flujo laminar híbrido (HLFC) se refiere a la tecnología de ala barrida en la que el LFC se aplica sólo a la región del borde de ataque de un ala barrida y el NLF a la parte posterior de la misma. Las actividades patrocinadas por la NASA incluyen NLF en las góndolas de los motores y HLFC en las superficies superiores de las alas y en las superficies horizontales y verticales de la cola.

## Diseño de aeronaves
En ingeniería aeronáutica, el control de la capa límite puede utilizarse para reducir la  resistencia parásita y aumentar el ángulo de ataque utilizable. Las tomas del motor montadas en el fuselaje a veces están equipadas con una placa divisora.
En las décadas de 1920 y 1930 se llevaron a cabo numerosas investigaciones para estudiar la mejora del rendimiento de sustentación debida a la succión para las superficies aerodinámicas en el Aerodynamische Versuchsanstalt de Göttingen.[cita requerida]| 
Un ejemplo de aeronave con control activo de la capa límite es el hidroavión japonés ShinMaywa US ShinMaywa US-1. Este gran avión cuatrimotor se utilizó para guerra antisubmarina (ASW) y búsqueda y rescate (SAR). Era capaz de operar en STOL y a velocidades muy bajas. Su sustituto en la función SAR, el ShinMaywa US-2, utiliza un sistema similar para su capacidad de volar a 50 nudos.
Esta característica también se utiliza en el avión 787-9 Dreamliner de Boeing 